# عبد الرزاق الرصاع
عبد الرزاق الرصاع (تونس العاصمة، 4 يناير 1930 - 7 يناير 2020)، سياسي تونسي ووزير مالية سابق في عهد الرئيس الحبيب بورقيبة. كان الرصاع عضوا في أول مجلس إدارة للبنك المركزي التونسي المشكل في أكتوبر 1958 ، وفي 12 نوفمبر 1964 دخل الحكومة كوكيل كاتب الدولة للتخطيط والتنمية وفي 24 أكتوبر 1968 اسندت له أيضا خطة وكيل كاتب الدولة للصناعة والمالية خلفا لمنصور معلى. في 8 سبتمبر 1969 مع إلغاء كتابة الدولة للتخطيط والاقتصاد التي كان يقودها أحمد بن صالح، اسندت له حقيبة التخطيط والمالية وبقي محافظا عليها إلى 29 أكتوبر 1971 تاريخ خروجه من الحكومة وتعويضه بمحمد الفيتوري. خارج الحكومة شغل الرصاع لعدة سنوات مقعدا في مجلس إدارة البنك التونسي وأستري للتأمين وشركة الاستثمار التوظيف التونسي.